# Negaunee (Michigan)
Negaunee – miasto w Stanach Zjednoczonych, w stanie Michigan, w hrabstwie Marquette.